# Ciclo Reitlinger
Il ciclo Reitlinger fu inventato da Reitlinger intorno agli anni 1880, è un ciclo termodinamico ed è reversibile, e descrive il funzionamento di macchine motrici. il ciclo è composto da quattro trasformazioni ed è usato per alcuni motori ad aria calda con due trasformazioni isotermiche e due trasformazioni politropiche.
Il suo scopo è quello di trasformare l'energia termica in movimento meccanico ed eventualmente corrente elettrica. suddetto ciclo è usato per motore a combustione esterna, ed è simile al ciclo Stirling e al ciclo Ericsson. Similmente anche il ciclo di Ericsson è rigenerativo, cioè possiede uno scambiatore-accumulatore di calore che incrementa il rendimento chiamato rigeneratore. il ciclo di Reitlinger può essere invertito e fornendo lavoro meccanico si produce caldo e freddo in posizioni differenti.
In dettaglio il ciclo è formato dalla sequenza: 1 compressione isotermica, 2 riscladamento politropico, 3 espansione isotermica, 4 raffreddamento politropico. 